# Campbell Harrison
Campbell Harrison (* 28. Juni 1997 in Dandenong, Victoria) ist ein australischer Sportkletterer.

## Karriere
Harrison begann mit acht Jahren zu klettern. Mit 14 Jahren wurde er ins Nationalteam aufgenommen. Im selben Jahr nahm er bei den Jugendweltmeisterschaften in Singapur an seinem ersten internationalen Wettkampf teil. Er erreichte den 46. Platz im Lead. 2013 konnte er die Jugend-Ozeanienmeisterschaften im Lead für sich entscheiden.
2015 nahm er an seinem ersten Weltcup teil, wo er den 69. Platz erreichte. Ein Jahr später wurde er bei den Ozeanienmeisterschaften Zweiter im Lead. 2017 erreichte er an den World Games in Breslau den 8. Platz im Lead sowie im Bouldern.
2023 konnte Harrison den Qualifikationswettkampf für Ozeanien für sich entscheiden und sicherte sich einen Platz für die Olympischen Spiele 2024 in Paris. Dort belegte er den 19. Platz und wurde somit vorletzter.

## Persönliches
2021 outete sich Harrison bei einer Podiumsdiskussion von ClimbingQTs als homosexuell, in der Hoffnung, dass junge LGBT-Kletterer in ihm ein Vorbild sehen und sich im Klettersport sicherer fühlen würden.